# Maravilloso corazón, maravilloso
Maravilloso corazón, maravilloso es el título de álbum de estudio grabado por el intérprete español Raphael, Fue lanzado al mercado bajo el sello discográfico CBS Discos en 1989. El álbum fue producido por segunda vez por el cantautor y productor musical argentino Roberto Livi, quien ya trabajó en el disco anterior del artista Las apariencias engañan (1988), donde se desprenden los sencillos: Maravilloso corazón, maravilloso, Si te vas con él, Te voy a echar al olvido y Enséñame a olvidarte.

## Lista de canciones
| Maravilloso corazón, maravilloso |                                    |                                  |          |  |
| N.º                              | Título                             | Escritor(es)                     | Duración |  |
| 1.                               | «Maravilloso corazón, maravilloso» | Alejandro Vezzani · Roberto Livi | 4:20     |  |
| 2.                               | «Si te vas con él»                 | Roberto Livi                     | 3:55     |  |
| 3.                               | «Oye»                              | Alejandro Vezzani · Roberto Livi | 3:50     |  |
| 4.                               | «Ni muerta»                        | Alejandro Vezzani · Roberto Livi | 3:20     |  |
| 5.                               | «Estoy tan lejos»                  | Alejandro Vezzani · Roberto Livi | 3:02     |  |
| 6.                               | «Voy a cruzar los dedos»           | Alejandro Vezzani · Roberto Livi | 4:10     |  |
| 7.                               | «Te voy a echar al olvido»         | Alejandro Vezzani · Roberto Livi | 4:10     |  |
| 8.                               | «Enséñame a olvidarte»             | Alejandro Vezzani · Roberto Livi | 4:05     |  |
| 9.                               | «Traigo el corazón herido»         | Alejandro Vezzani · Roberto Livi | 4:18     |  |

- Datos: Q67151522